# Szentpéterúr
Szentpéterúr là một thị trấn thuộc hạt Zala, Hungary. Thị trấn này có diện tích 15,96 km², dân số năm 2010 là 1035 người, mật độ 65 người/km².